# Psychedelic Sexfunk Live from Heaven
Psychedelic Sexfunk Live from Heaven es un concierto de Red Hot Chili Peppers grabado en Long Beach Arena, California, el 30 de diciembre de 1989. El video fue lanzado a la venta en 1990 y contiene la formación de Anthony Kiedis, Flea, Chad Smith y John Frusciante. 
En él tocan antiguas canciones, de la época más funky de la banda, tiene una duración de unos 60 minutos.
Algunas de las canciones que aparecen en este concierto, posteriormente, formarían parte del álbum recopilatorio What Hits!?, de 1992.

## Lista de canciones
1. "Stone Cold Bush"
2. "Star Spangled Banner"
3. "Good Time Boys"
4. "Sexy Mexican Maid"
5. "Magic Johnson"
6. "Pretty Little Ditty"
7. "Knock Me Down"
8. "Boyz-N-The-Hood" / "Special Secret Song Inside"
9. "Subway To Venus"
10. "Nevermind"